# لارسن جنسن
لارسن جنسن (بالإنجليزية: Larsen Jensen)‏ هو سباح أمريكي، ولد في 1 سبتمبر 1985 في بيكرسفيلد في الولايات المتحدة.

## وصلات خارجية
- لارسن جنسن على موقع الاتحاد الدولي للسباحة (الإنجليزية)
- لارسن جنسن على موقع SwimRankings.net (الإنجليزية)
- لارسن جنسن على موقع اللجنة الأولمبية الدولية (الإنجليزية)
- لارسن جنسن على موقع أوليمبيديا (الإنجليزية)
- لارسن جنسن على موقع اللجنة الأولمبية والبارالمبية الأمريكية (الإنجليزية)